# 위험한 행운
《위험한 행운》은 2003년 2월 28일에 MBC에서 방영한 베스트극장이다.

## 등장 인물

### 주요 인물
- 김인권 : 주홍 역
- 안연홍 : 혜정 역 - 주홍의 여자친구

### 주변 인물
- 박준희
- 이지희 : 성희 역
- 엄춘배
- 이한위
- 양택조
- 김애경
- 이미경

### 그 외 인물
- 유병익
- 고서령
- 마준오
- 이경미
- 염재욱
- 송승용
- 서문경
- 노수성